# Garcia Sancez al III-lea al Navarei
Garcia Sancez al III-lea (n. 1012, Nájera, La Rioja, Spania – d. 1 septembrie 1054, Atapuerca⁠(d), Castilia și León, Spania) a fost regele Navarei din 1035 până în 1054. El a fost fiul cel mare și moștenitorul lui Sanco al III-lea al Navarei, devenind stăpân peste doi dintre frații săi: Ramiro, căruia i s-au oferit terenurile care serveau ca bază pentru împărăția Aragonului și Gonzalo, care a primit Sobrarbe și Ribagorza. De asemenea, el a avut unele cerei de suveranitate asupra fratelui său, Ferdinand, care servea ca și Conte de Castilia sub regența Regatului Leon.
În 1037, Ferdinand a solicitat ajutor lui García împotriva cumnatului său, Bermundo al III-lea de Leon, în bătălia de la Tamaron lângă Pisuerga. Cei doi frați l-au învins pe Bermundo, acesta murind în luptă și fiind ultimul membru al liniei lui Petru de Cantabria, iar Ferdinand l-a succedat la tronul Leonului.
La scurt timp, el a fost confruntat de către fratele său, Ramiro la Tafalla (1043) și l-a învins, dar această victorie a dus la independența efectivă a lui Ramiro. Relațiile dintre el și Ferdinand s-au înrăutățit în cele din urmă și a izbucnit războiul între frați, Garcia murind în bătălia de la Atapuerca, pe 15 septembrie 1054.

## Sursă
- Martínez Díez, Gonzalo (2007). Sancho III el Mayor Rey de Pamplona, Rex Ibericus. Madrid.
- Salazar y Acha, Jaime de (1992). "Reflexiones sobre la posible historicidad de un episodio de la Crónica Najarense". Príncipe de Viana, Anejo 14:537–564.

1. 1 2 3  The Peerage
2. 1 2  Genealogics